# Hainstetten (Schaufling)
Hainstetten ist ein Gemeindeteil von Schaufling im niederbayerischen Landkreis Deggendorf in Bayern.

## Lage
Das Dorf liegt abseits der Staatsstraße 2133, die den Hauptort der Gemeinde mit Deggendorf im Westen verbindet. Hainstetten liegt etwa 1,5 km westlich von Schaufling.
Größter Arbeitgeber vor Ort ist ein Sägewerk.